# ゼネコン汚職事件
ゼネコン汚職事件（ゼネコンおしょくじけん）は、1993年に発覚したゼネコン絡みの汚職事件。

## 概要
金丸信元自民党副総裁の巨額脱税事件の押収資料から、ゼネコン各社から中央政界や地方政界に多額の賄賂が送られている実態が判明する。東京地方検察庁特別捜査部による捜査の結果、1993年から1994年にかけ、建設大臣、宮城県知事、茨城県知事、仙台市長が逮捕される事態に発展した。
一連の事件では計32人が起訴されたが、収賄罪の一審公判中に死亡した竹内藤男元茨城県知事を除き、全員の有罪が確定した。

## 事件一覧
茨城県汚職事件
茨城県庁が発注する県庁舎移転新築工事や県立植物園温室新築工事、茨城県立医療大学新築工事に絡む汚職事件。
宮城県汚職事件
宮城県庁の開発事業に絡む汚職事件。
仙台市汚職事件
梅田川第一雨水幹線工事やJR仙台駅前再開発事業に絡む汚職事件。
埼玉土曜会事件
談合をしていた埼玉土曜会について、告発を見合わせるように公正取引委員会に働きかけた事件。

## 刑事訴追一覧

### 贈賄側
- 齊藤了英 - 大昭和製紙名誉会長
- 吉野照蔵 - 清水建設会長・日本建設業団体連合会会長
- 上野晃司 - 清水建設副社長
- 清山信二 - 鹿島建設副社長
- 谷本守 - 鹿島建設専務
- 鈴木和己 - 鹿島建設東北支店次長
- 萩原惟昭 - 大林組副社長
- 橋本喬 - 大成建設副社長
- 本田茂 - ハザマ会長
- 加賀美彰 - ハザマ社長
- 大津留孝 - ハザマ東関東支店長
- 吉川泰代 - 西松建設副社長
- 成島昭 - 三井建設副社長
- 植良祐政 - 飛島建設名誉会長

### 収賄側
- 中村喜四郎 - 建設大臣
- 竹内藤男 - 茨城県知事
- 本間俊太郎 - 宮城県知事
- 石井亨 - 仙台市長
- 大山真弘 - 茨城県猿島郡三和町長

## 捜査への批判
- 静岡地方検察庁浜松支部から応援で駆けつけた検事が、1993年10月に参考人として事情聴取していた元宮城県幹部や贈賄企業幹部に対して、暴行を加えてけがを負わせる事件が発生した。検事は特別公務員暴行凌虐致傷罪で立件され、1994年6月に懲役2年・執行猶予4年の判決を受けた。